# Thereva atripes
Thereva atripes är en tvåvingeart som beskrevs av Friedrich Hermann Loew 1847. Thereva atripes ingår i släktet Thereva och familjen stilettflugor. Inga underarter finns listade i Catalogue of Life.